# الخرابه (إب)
الخرابة هي إحدى قرى الجمهورية اليمنية. وهي تتبع جغرافيًا لمحافظة إب. وإداريًا لمديرية يريم. يبلغ تعداد سكانها 1544 نسمة حسب الإحصاء الذي جرى عام 2004.